# كيتاهيروشيما (هيروشيما)
كيتاهيروشيما هي مدينة تقع في محافظة هيروشيما، اليابان. تبلغ مساحة هذه المدينة 645.86 (كم²)، ويبلغ عدد سكانها 20,106 نسمة حسب إحصاء سنة 2012.